# HOX Index
HOX index mäter prisutveckling på bostadsrätter och villor i Sverige. Det är ett kvalitetsjusterat index som beräknas genom regressionsanalys. Nya värden publiceras varje månad. HOX är en förkortning av Nasdaq OMX Valueguard-KTH Housing Index.